# Passatge a l'Índia
Passatge a l'Índia (títol original en anglès A Passage to India) és una pel·lícula britànico-estatunidenca dirigida per David Lean, estrenada el 1984.
Anys 1920, durant l'ocupació britànica de l'Índia, el Dr. Aziz H. Ahmed neix i s'educa a l'Índia. Parla perfectament l'anglès, i porta roba a l'estil Occidental. Coneix una senyora gran, Mrs. Moore, en una mesquita, que li demana que l'acompanyi a ella i a la seva companya, Adela Quested, per visitar algunes coves. Després, la vida organitzada d'Aziz fa un gir quan Adela l'acusa d'importunar-la en una cova. Aziz és arrestat i portat davant del tribunal, on s'assabenta que l'administració britànica sencera està contra ell, i veu com el declaren culpable i és castigat severament, per ensenyar tots els indis nadius què significa importunar un ciutadà britànic. Aziz presencia la imparcialitat del sistema britànic, el lema no oficial del qual és culpable fins que es demostri la innocència.

## Argument
Els fets succeeixen en la dècada del 1920, durant el període de la creixent influència del moviment d'independència indi en l'anomenat Raj britànic. Adela Quested (Judy Davis), acompanyada per la senyora Moore (Peggy Ashcroft), són dues dames britàniques que surten de viatge cap a l'Índia, per visitar a Ronny Heaslop (Nigel Havers), un magistrat local d'un poble de província, Chandrapore. Heaslop és el fill de la senyora Moore i el promès d'Adela. Ja a l'Índia, les dues dames mostren el seu interès en conèixer la cultura i els habitants nadius. El superintendent educacional, Richard Fielding (James Fox), les presenta a un ancià i excèntric erudit braman, el professor Godbole (Alec Guinness). La comunitat britànica del lloc els aconsella que és millor posar distància amb els nadius. No obstant això, durant una visita a una mesquita propera, la senyora Moore coneix al doctor Aziz Ahmed (Victor Banerjee), un vidu empobrit, a qui més tard presenta a Adela. El doctor estava completament assimilat a la manera britànic en el seu parlar i en el seu vestir. En una moment donat, les dues dames expressen el seu avorriment per la forma de vida colonial de la comunitat britànica, que inclou el ritual del te a les cinc de la tarda, el criquet, i el polo; el doctor Aziz s'ofereix com a guia d'excursió a les remotes cavernes de Marabar.
S'organitza el viatge, i ja en el lloc comença l'exploració de les cavernes. A cap de poca estona, la senyora Moore pateix claustrofòbia, que l'obliga a sortir a l'exterior; posteriorment convenç als altres de seguir sense ella. Adela i el Dr. Aziz continuen l'exploració, i abans d'entrar en una caverna més allunyada, el doctor s'atura per fumar un cigarret. Quan acaba de fumar, va a la recerca d'Adela, però només la veu a distància que corre turó avall, plena de sang i despentinada. Tot just de tornada a poble, el doctor és capturat i acusat d'intent de violació. Això provoca un enfrontament entre britànics i indis, que s'estén per la comunitat britànica a l'Índia.
Arriba el moment de l'opinió, i la senyora Moore declara la seva convicció sobre la innocència de el doctor, i manifesta que no declararà en contra d'ell. Es resol el seu retorn a Anglaterra, però durant el trajecte pateix un infart i mor, realitzant el seu funeral al mar. A l'Índia, la situació canvia quan, per a consternació del magistrat Ronny Heaslop i de tots els britànics, Adela retira els càrrecs en contra del doctor. Tota la comunitat britànica es veu forçada a una vergonyosa retirada, mentre veuen com els indis s'enduen de la sala del tribunal a Aziz, entre crits de joia, portant-lo a les espatlles. Posteriorment, Adela trenca el seu compromís amb Heaslop i abandona l'Índia. El doctor Aziz deixa enrere els seus costums britànics i les seves relacions amb ells, i es retira al nord de l'Índia, vestint-se amb robes tradicionals i obre una clínica. Passen els anys i el doctor Aziz roman ressentit i amargat, però finalment escriu a Adela per transmetre-li els seus agraïments i el seu perdó pel que va passar.

## Repartiment
- Judy Davis: Adela Quested
- Victor Banerjee: Dr. Aziz H. Ahmed
- Peggy Ashcroft: Mrs. Moore
- James Fox: Richard Fielding
- Alec Guinness: Professor Godbole
- Nigel Havers: Ronny Heaslop
- Richard Wilson: Turton

## Premis i nominacions
Premis
- Oscar a la millor actriu secundària per Peggy Ashcroft
- Oscar a la millor banda sonora per Maurice Jarre

Nominacions
- Oscar a la millor direcció artística